# 聯合國廣場 (卡薩布蘭加)
聯合國廣場（阿拉伯语：‎）是摩洛哥卡薩布蘭卡市中心的一個公共廣場。它一直是卡薩布蘭卡歷史的中心。由法國建築師和城市規劃師亨利·保魯斯於1915年設計。